# Pokémon Snap
Pokémon Snap (ポケモンスナップ Pokemon Sunappu?)  (1999) är ett Pokémon-spel till Nintendo 64. Målet är att fånga så många Pokémon som möjligt på fotografi, helst i deras naturliga habitat.
Spelaren antar rollen som den unge mannen Todd Snap, som även framträder i TV-serien Pokémon där han kort förenar sig med Ash och hans vänner innan han fortsätter sin karriär som fotograf. I Pokémon Snap kallas han av Professor Oak till en ovanlig ö för att hjälpa denne med en rapport. Professor Oak behöver bra bilder och vet att Todd har rätt erfarenhet för arbetet. Oak skickar Todd till Pokémon Island, en stor ö med varierande klimat och geografi där Pokémon lever ostört från människor.

## Spelet
Man kan ta upp till 60 bilder på varje bana. De bedöms bland annat efter de fotograferades Pokémons pose, om bilden är centrerad, och närheten mellan varelsen och andra Pokémon av samma typ. Dessa faktorer ger sedan en total poäng för banan. Senare i spelet blir flera uppgraderingar möjliga; man får bland annat tillgång till att kasta äpplen, spela musik och möjligheten att öka farten på vagnen man åker i.
Spelet kan mest liknas vid en "rail shooter" när det gäller spelstilen. Banans väg är förbestämd, och målet är att "skjuta" (d.v.s. fotografera) så många bilder som möjligt.
Pokémon Snap har prisats för sin originalitet och sina fräscha idéer. Det har också kritiserats för att bara innehålla 63 av de totalt 151 pokémon som fanns när spelet släpptes, och att det bara finns sju banor (med lågt återspelningsvärde).

## Poäng
När en bana är färdig bedöms bilderna som tagits av Professor Oak, och han bedömer dem efter följande kriterier:
- Storlek

Denna kategori bedöms efter Pokémonens storlek relativt till bilden. Om den är för liten eller försvinner ut i kanten ges inte full poäng.
- Pose

Här bedöms Pokémonens pose. Detta kan påverkas av hjälpmedlen Pokémon Food, Pester Ball och Poké Flute, eller av att Pokémonen interagerar med andra på fotot.
- Teknik

För att uppnå maximal poäng här måste motivet vara i mitten av bilden.
- Fler Pokémon

Om det finns mer än en av samma Pokémon på bilden ges en bonus.

## Föremål
- Pokémon Food

Detta är helt enkelt röda äpplen. Dessa kan användas för att antingen knocka, locka och på andra sätt interagera med banan.
- Pester Ball

En gasfylld pokéboll-liknande tingest som kan användas för att aktivera vissa reaktioner hos Pokémon.
- Poké Flute

Genom att använda denna flöjt kan man få vissa Pokémon att börja dansa, göra speciella rörelser eller någon annan ovanlig handling.
- Dash Engine

Detta är värdefullt när man spelar om banor och gör att vagnen man åker i går fortare.

## Banor
- The Beach

Spelarens äventyr börjar på stranden. Det finns Pokémon överallt att fotografera, bl.a. en sovande Snorlax, en surfande Pikachu och en Meowth som attackeras av en flock Pidgeys. De Pokémontyper som går att finna i denna bana är Pidgey, Doduo, Pikachu, Lapras, Butterfree, Snorlax, Meowth, Eevee, Chansey, Magikarp, Scyther och Kangaskhan.
- The Tunnel

Detta var förut ett kraftverk, men är nu övergivet och hem för många elektriska Pokémon. De Pokémontyper som går att finna i denna bana är Pikachu, Electrode, Electabuzz, Kakuna, Zubat, Zapdos, Haunter, Magikarp, Diglett, Dugtrio, Magnemite och Magneton.
- The Volcano

Temperaturen ökar när Todd åker in i öns vulkan. Den enda Pokémon som inte är av eldtyp i den här banan är Magikarp. De Pokémontyper som går att finna i denna bana är Rapidash, Vulpix, Charmander, Charmeleon, Charizard, Moltres, Magmar, Magikarp, Growlithe och Arcanine.
- The River

Efter hettan i vulkanen är det dags att svalka sig i den fridfulla floden. I vattnet har spelaren begränsad möjlighet till att själv styra sin vagn. De Pokémontyper som går att finna i denna bana är Poliwag, Bulbasaur, Metapod, Psyduck, Slowpoke, Slowbro, Shellder, Cloyster, Porygon, Magikarp, Vileplume och Pikachu.
- The Cave

Detta är en mörk och mystisk grotta. De Pokémontyper som går att finna här är Zubat, Pikachu, Grimer, Muk, Bulbasaur, Ditto, Koffing, Jigglypuff, Weepinbell, Victreebell, Magikarp, Jynx och Articuno.
- The Valley

Färden i denna bana går genom en dal, och innehåller vattenfall och strömvirvlar. De Pokémontyper som finns här är Squirtle, Magikarp, Goldeen, Mankey, Geodude, Graveler, Sandshrew, Sandslash, Gyarados, Staryu, Starmie, Dratini och Dragonite..
- The Rainbow Cloud

Det här är den enda bana man inte kan finna Magikarp i; den enda Pokémon spelaren stöter på här är Mew. För att kunna få ett fotografi av denna sällsynta Pokémon måste spelaren först förstöra dess kraftsköld genom att kasta föremål på den.
1. ↑  On the growing appeal of photography games, Eurogamer, 19 januari 2022.[källa från Wikidata]